# پائولو کشیش‌اوغلو
پائولو کشیش‌اوغلو ( ایتالیایی: Paolo Kessisoglu؛ زادهٔ ۲۵ ژوئیهٔ ۱۹۶۹) بازیگر، کمدین و مجری تلویزیون ارمنی‌تبار اهل ایتالیا است.

## زندگی‌نامه
وی در ۲۵ ژوئیهٔ ۱۹۶۹ در جنوا به دنیا آمد .

## گزیده فیلم‌شناسی
از فیلم‌ها یا برنامه‌های تلویزیونی که وی در آن نقش داشته‌است می‌توان به استریکس در بازی‌های المپیک (۲۰۰۸)، تینکربل و گنج گمشده (۲۰۰۹)، تینکربل (فیلم) (۲۰۰۸)، زندگی جدید امپراتور (۲۰۰۱) اشاره کرد.